# Neerlandisme
Een neerlandisme (ook wel hollandisme genoemd, maar die laatste term heeft meerdere betekenissen) is een woord of uitdrukking in een taal anders dan het Nederlands, en
- overgenomen uit, of gevormd naar het voorbeeld van het Nederlands;
- in gezaghebbende taalvoorschriften afgekeurd als strijdig met het eigen karakter van de overnemende taal.

## Neerlandisme of Nederlands leenwoord
Leenwoorden uit het Nederlands zijn in allerlei talen aan te wijzen. Nederlandse zeevaarders hebben woorden uit de scheepvaart achtergelaten in talen als het Engels, Russisch en Japans. Deze scheepvaartwoorden dateren in veel gevallen van de zeventiende eeuw of daarvoor en zijn meestal volledig ingeburgerd. Hieronder volgen voorbeelden van Nederlandse woorden die weliswaar in vreemde talen worden gebruikt, maar niet algemeen aanvaard worden.

## Neerlandismen in hetIndonesisch
In het Indonesisch zijn vele Nederlandse woorden doorgedrongen. In veel gevallen gaat het om ingeburgerde leenwoorden. Uitzonderingen hierop ontstonden echter in de jaren 50 van de twintigste eeuw. Toen waren de verhoudingen tussen Indonesië en Nederland gespannen, en deed de Indonesische overheid gericht moeite om de jonge nationale taal van deze vreemde invloeden te zuiveren. Daarbij moesten bijvoorbeeld de woorden op -tet het ontgelden die waren ontleend aan Nederlandse woorden op -teit: die uitgang werd nu vervangen door het aanvaardbaarder Latijnse -tas. Zo werd kwalitet ("kwaliteit") veranderd in kualitas; ook de combinatie -kw- is niet aan het Indonesisch eigen.

## Neerlandismen in hetFrans
Met name het Belgisch-Frans kent veel Nederlandse ontleningen die buiten de norm van de Franse standaardtaal vallen. Een paar voorbeelden:
- dringuelle (drinkgeld, fooi - Standaardfrans: pourboire)
- file (file - Standaardfrans: bouchon)
- kot (kamers/ (Vlaams) kot) - Standaardfrans: chambre d'étudiant)

## Neerlandismen in hetFries
Met name het in Nederland gesproken Westerlauwers Fries kent veel Nederlandse ontleningen die buiten de norm van de Friese standaardtaal vallen. Een paar voorbeelden:
- sleutel (sleutel - Standaardfries: kaai)
- dun (dun - Standaardfries: tin)
- dik (dik - Standaardfries: grou)
- frouwen (vrouwen - Standaardfries: froulju)

## Neerlandismen in hetLimburgs
Sinds de opkomst van de mijnen kwamen er veel niet-Limburgssprekenden naar Zuid-Limburg. Dit zorgde ervoor dat vooral de dialecten van de Oostelijke en Westelijke Mijnstreek, Heerlen respectievelijk Sittard en omgeving steeds meer invloeden van het Standaardnederlands ondergingen:
- vaak ("vaak", Limburgs: dèks)
- naor ("naar", Limburgs: nao)
- herinnere (herinneren - Maastrichts: rappelere)

Ook het woord krantj voor gezèt is enigszins in zwang geraakt.